# 삼박
3박(三縛)은 다음의 분류, 그룹 또는 체계의 한 요소이다.
- 특정한 번뇌들을 분류하는 여러 가지 번뇌 분류법 가운데 하나이다.
- 《아함경》 등의 초기불교 경전에 나타나는 3박(三縛)[1][2] · 4박(四縛)[3][4] · 5개(五蓋)[5][6] · 9결(九結)[7][8] 등의 '특정한 번뇌'들에 대한 번뇌 분류법 또는 그룹들 가운데 하나로, 불교 일반에서 사용되는 번뇌 분류법이다.
- 한편, 《아함경》 등의 초기불교 경전에 나타나는 '모든 번뇌'들에 대한 번뇌 분류법으로, 불교 일반에서 사용되는 번뇌 분류법으로는 3루(三漏)[9][10] · 4폭류(四暴流)[11][12] · 4액(四軛)[13][14] · 4취(四取)[15][16] · 7사(七使)[17][18] 등이 있다.

3박(三縛)은 탐(貪) · 진(瞋) · 치(癡)의 3가지 번뇌를 말한다. 통상적으로 3박이라고 할 때는 박(縛)이라는 낱말을 사용하여 탐박(貪縛) · 진박(瞋縛) · 치박(癡縛)이라 부른다. 번역하며 탐냄의 속박[貪縛] · 성냄의 속박[瞋縛] · 어리석음의 속박[癡縛]이라고도 한다.
《잡아함경》 제21권 제566경 〈나가달다경(那伽達多經) ①〉 등에서는 탐욕박(貪欲縛) · 진에박(瞋恚縛) · 우치박(愚癡縛)이라고 하고 있으며, 번역하여 탐욕의 얾맴[貪欲縛] · 성냄의 얽맴[瞋恚縛] · 어리석음의 얾맴[愚癡縛]이라고도 한다. 3박을 또한 3결(三結) 또는 3종결(三種結)이라고도 한다. 또한 욕전(欲纏) · 에전(恚纏) · 치전(癡纏)의 3전(三纏)이라 부르는 경우도 있다.
박(縛, 산스크리트어: bandhana)은 번뇌의 여러 다른 이름 가운데 하나로, 구속(拘束) · 속박(束縛) · 계박(繫縛) · 묶음을 뜻하는데, 번뇌가 마음이 이염(離染)으로 나아가는 것을 능히 막고 마음을 계박하여 생사의 감옥에 가둔다는 것을 강조하는 명칭이다.
일여(一如: 1352~1425) 등의 《삼장법수(三藏法數)》에 따르면,

탐(貪)은 인취지심(引取之心) 즉 끌어들이고 취하는 마음을 말한다. 유정은 5진(五塵) 즉 색 · 성 · 향 · 미 · 촉의 5경 가운데 마음에 맞는 대상[可意之境]에 대해서는 그것을 탐(貪: 끌어들이고 취함)하고 그것에 집착하며 그것에 대해 갖가지 번뇌와 업을 일으킨다. 그리고 이로 인해 마음이 3계에 묶인 상태가 되어서 해탈을 얻지 못한다. 이러한 계박(繫縛)의 뜻에서 탐(貪: 끌어들이고 취함)이라는 번뇌를 탐박(貪縛, 산스크리트어: rāga-bandhana)이라 이름한다.
진(瞋)은 분노지심(忿怒之心) 즉 분노하는 마음을 말한다. 유정은 5진(五塵) 즉 색 · 성 · 향 · 미 · 촉의 5경 가운데 마음에 맞지 않은 대상[違意之境]에 대해서는 분노를 일으키고 또한 그것에 대해 갖가지 번뇌와 업을 일으킨다. 그리고 이로 인해 마음이 욕계에 묶인 상태가 되어서 해탈을 얻지 못한다. 이러한 계박(繫縛)의 뜻에서 진(瞋: 분노)이라는 번뇌를 진박(瞋縛, 산스크리트어: dvesa-bandhana)이라 이름한다.
치(癡)는 미혹지심(迷惑之心) 즉 미혹된 마음을 말한다. 유정이 일체의 사(事)와 이(理)의 법에 대해 밝게 알지[明了] 못하여서 망녕되이 사견(邪見)을 일으키고 갖가지 사행(邪行: 정행의 반대, 즉 8사행)을 일으킨다. 그리고 이로 인해 마음이 3계에 묶인 상태가 그침이 없이 계속된다. 이러한 계박(繫縛)의 뜻에서 치(癡: 미혹)라는 번뇌를 치박(癡縛, 산스크리트어: moha-bandhana)이라 이름한다.

## 설명

### 잡아함경
한역 《잡아함경》 제21권 제566경 〈나가달다경(那伽達多經) ①〉에서는 탐박(貪縛) · 진박(瞋縛) · 치박(癡縛)의 3박을 탐욕박(貪欲縛) · 진에박(瞋恚縛) · 우치박(愚癡縛)이라 부르고 있으며, 번역하여 탐욕의 얾맴 · 성냄의 얽맴 · 어리석음의 얾맴이라고도 한다.
 時。那伽達多比丘問質多羅長者。如所說。

　　枝青以白覆　　一輻轉之車

　　離結觀察來　　斷流不復縛

長者。此偈有何義。　質多羅長者言。尊者那伽達多。世尊說此偈耶。　答言。如是。　質多羅長者語尊者那伽達多言。尊者。須臾默然。我當思惟此義。　須臾默然思惟已。語尊者那伽達多言。青者謂戒也。白覆謂解脫也。一輻者身念也。轉者轉出也。車者止觀也。離結者有三種結。謂貪．恚．癡。彼阿羅漢諸漏已盡．已滅．已知．已斷根本。如截多羅樹頭更不復生。未來世滅不起法。　觀察者謂見也。來者人也。斷流者愛流於生死。彼羅漢比丘諸漏已盡．已知。斷其根本。如截多羅樹頭不復生。於未來世成不起法。　不縛者謂三縛。貪欲縛．瞋恚縛．愚癡縛。彼阿羅漢比丘諸漏已盡．已斷．已知。斷其根本。如截多羅樹頭更不復生。於未來世成不起法。是故。尊者那伽達多。世尊說此偈。

　　枝青以白覆　　一輻轉之車

　　離結觀察來　　斷流不復縛
 
그 때 나가달다 비구는 질다라 장자에게 물었다.

이런 말씀이 있습니다.

　　푸른 틀에 흰 천을 덮고

　　한 바퀴로 굴러가는 수레여

　　결박[結]을 여의고 관찰하며 오는 자

　　흐름을 끊어 다시는 얽매이지[縛] 않네.

장자여, 이 게송에는 어떤 뜻이 있습니까?

질다라 장자가 말했다.

존자 나가달다여, 세존께서 이 게송을 말씀하셨습니까?

그렇습니다.

질다라 장자가 존자 나가달다에게 말했다.

존자여, 잠깐만 조용히 기다려 주십시오. 제가 지금 그 뜻을 사유해보겠습니다.

그리고 잠깐동안 잠자코 생각한 뒤에, 존자 나가달다에게 말했다.

'푸르다[青]'는 것은 계(戒)를 말함이요, '흰 덮개'는 해탈(解脫)을 말하며, '한 바퀴'란 몸에 대한 생각[身念]이요, '구른다'는 것은 굴러 나아간다[轉出]는 뜻이며, '수레'란 지관(止觀)을 말합니다. 여의는 결박[結]에 세 가지 결박[三種結]이 있으니, 이른바 탐욕[貪] · 성냄[恚] · 어리석음[癡]입니다. 저 아라한은 모든 번뇌[漏]가 이미 다하고 이미 멸하고 이미 알아서, 마치 다라수[多羅樹] 밑동을 베어내면 다시는 생기지 않듯 그 근본을 이미 끊어 미래 세상에서도 멸해 일어나지 않는 법이게 합니다. '관찰한다[觀察]'는 것은 본다[見]는 뜻이요, '오는 자[來]'란 사람[人: 인간도, 즉 욕계]을 가리키며, '흐름을 끊었다[斷流]'는 것은 애욕으로 인해 생사에 유전하는 것[愛流於生死]을 끊었다는 것을 말합니다. (다시는 얽매이지 않는다는 것[不復縛]은) 저 아라한 비구는 모든 번뇌[漏]를 이미 다하고 이미 알아, 마치 다라수 밑동을 베어내면 다시는 생기지 않듯 그 근본을 끊어 미래 세상에서도 일어나지 않는 법이 되게 했다는 뜻입니다. '얽매이지 않는다[不縛]'는 것은 세 가지 얽맴[三縛]인 탐욕의 얾맴[貪欲縛]·성냄의 얽맴[瞋恚縛]·어리석음의 얾맴[愚癡縛]을 말합니다. 저 아라한 비구는 모든 번뇌를 이미 다하고 이미 끊고 이미 알아, 마치 다라수 밑동을 베어내면 다시는 생기지 않듯 그 근본을 끊어 미래 세상에서도 일어나지 않는 법이 되게 합니다.

그러므로 존자 나가달다여, 세존께서는 이런 게송을 말씀하신 것입니다.

　　푸른 틀에 흰 천을 덮고

　　한 바퀴로 굴러가는 수레여

　　결박[結]을 여의고 관찰하며 오는 자

　　흐름을 끊어 다시는 얽매이지[縛] 않네.
 — 《잡아함경》 제21권 제566경 〈나가달다경(那伽達多經) ①〉. 한문본 & 한글본

### 품류족론
부파불교의 설일체유부의 논서 《품류족론》 제1권에 따르면, 박(縛)은 마음작용(심소법) 가운데 하나인데 모든 결(結)을 또한 박(縛)이라고도 한다. 즉, 박(縛)과 결(結)은 동의어이다. 그리고 박(縛)이라고 할 때는 특히 탐박(貪縛) · 진박(瞋縛) · 치박(癡縛)의 3박(三縛)을 말한다.

### 구사론
부파불교의 설일체유부의 논서 《구사론》 제21권에 따르면, 박(縛)에는 세 가지 종류가 있으며, 그것은 탐박(貪縛) · 진박(瞋縛) · 치박(癡縛)의 3박(三縛)이다.
탐박은 일체탐(一切貪), 즉 모든 탐, 즉 3계 5부의 탐(貪)을 말한다. 진박은 일체진(一切瞋) 즉 모든 진을 말하는데, 진(瞋)은 욕계에만 존재하는 번뇌이므로 욕계 5부의 진(瞋)을 말한다. 치박은 일체치(一切癡), 즉 모든 치, 즉 3계 5부의 치(癡)를 말한다.
《구사론》에 따르면, 탐 · 진 · 치의 3가지만을 박(縛)이라고 하게 된 것에 대한 설일체유부의 정설(定說)은 낙수(樂受) · 고수(苦受) · 사수(捨受)의 3수(三受)에 따른 것이라는 학설이다. 즉, 낙수에서는 탐박이, 고수에서는 진박이, 사수(捨受)에서는 치박이 소연(所緣)과 상응하여 함께 수증(隨增)한다는 것이다. 그리고, 비록 사수(捨受)에서도 탐박과 진박이 수증하는 일이 있기도 하지만 그 정도가 치박만큼 뛰어난 것은 아니기 때문에 사수(捨受)에서는 치박이 수증한다고 설한다.
《구사론》에 따르면, 비바사사의 이 정설(定說)은 자상속(自相續)의 낙수(樂受) · 고수(苦受) · 사수(捨受)의 3수(三受)가 박(縛)의 소연(所緣)이 된다는 사실에 근거하여 설해진 것이다. 즉, 《구사론》에 따르면, 타상속(他相續)의 3수도 박(縛)의 소연이 되어 박(縛)이 수증하는 일도 있지만, 대개의 경우는 자상속의 낙수 · 고수 · 사수에서 탐 · 진 · 치가 일어나고 증장하기 때문에 고타마 붓다가 이 세 가지를 박(縛)으로 설한 것이며, 이 견해는 박(縛)에 대한 비바사사의 정설(定說)이다. 한편, 중현의 《현종론》 제27권에서는 이 견해 또는 학설이 비바사사의 정설(定說)이 아니며 유여사의 설이라고 말하고 있다.

### 현종론
부파불교의 설일체유부의 논서 《현종론》 제27권에 따르면, 박(縛)은 능계박(能繫縛) 즉 능히 계박한다는 뜻으로, 달리 말하면, 능차취이염(能遮趣離染) 즉 이염(離染) 즉 '번뇌를 떠난 상태'로 나아가는 것을 막는다는 뜻이다.
《현종론》에 따르면, 결(結)과 박(縛)의 상(相)에는 아무런 차이가 없지만 본모(本母, matṛka, 논장의 일종)에 근거하여 박(縛)에 세 가지가 있다고 설한 것으로, 이 세 가지는 탐박(貪縛) · 진박(瞋縛) · 치박(癡縛)이다. 즉, 결(結)에 애결(愛結) · 에결(恚結) · 만결(慢結) · 무명결(無明結) · 견결(見結) · 취결(取結) · 의결(疑結) · 질결(嫉結) · 간결(慳結)의 9결(九結)이 있듯이 박(縛)에도 9박이 있어야 하지만, 본모에 근거하여 3박을 설한 것일 뿐이다.
이러한 이유로, 3박의 각각은 9결의 나머지를 포섭한다. 3박 가운데 탐박은 9결의 애결(愛結)에 해당하고 만결(慢結)과 간결(慳結)은 탐(貪)과 품류가 동일하기 때문에 탐박에 포섭된다. 진박은 에결(恚結)에 해당하고 질결(嫉結)은 진(瞋)과 품류가 동일하기 때문에 진박에 포섭된다. 치박은 무명결(無明結)에 해당하고 5견과 의결, 즉 견결(見結: 3견) · 취결(取結: 2취) · 의결(疑結)은 치(癡)와 품류가 동일하기 때문에 치박에 포섭된다.
《현종론》에 따르면, 고타마 붓다가 3박 즉 세 가지 박(縛)만을 설하게 된 것에는 위의 이유, 즉 능계박(能繫縛) · 능차취이염(能遮趣離染)이라는 한 가지 이유 외에도 다음과 같은 두 가지 이유가 더 있다.
1. 이미 진리를 관찰한 자[已見諦者], 즉 이미 견도위에 든 수행자가 그 밖의 마땅히 지어야 할 바, 즉 성도(聖道)에서 더 나아가기 위해 닦아야 할 바를 확실히 나타내 보여주기 위해 고타마 붓다는 3박을 설하게 되었는데, 3박은 모두 6식신(六識身)을 계박하여 생사의 감옥에 가두는 작용을 하기 때문이다.
2. 지나치게 각혜(覺慧, 산스크리트어: buddhi[32]) 즉 지혜(wisdom) 또는 지성적인 능력(intelligence) 또는 이해력(understanding)[33]이 열등한 수행자를 위해 '거친 상(相)의 번뇌[麤相煩惱]'를 나타내 보여주기 위해 고타마 붓다는 3박을 설하게 되었다.

한편, 《현종론》에 따르면, 위에 설명된 견해 또는 학설이 박(縛)에 대한 비바사사의 정설(定說)이다. 그리고 《구사론》 제21권에 나오는 '3수에 근거하여 3박이 있다는 견해 또는 학설'은 비바사사 즉 '설일체유부의 정통파'의 정설이 아니라 유여사의 견해라고 말하고 있다.
또한, 《구사론》 제21권에서는
탐박은 일체탐(一切貪)을, 진박은 일체진(一切瞋)을, 치박은 일체치(一切癡)을 말한다고 진술하고 있는데, 《현종론》에서는 오직 현행하는 탐 · 진 · 치만이 이염(離染)으로 나아가는 것을 막는다고 진술하고 있다. 즉, 현행하는 탐 · 진 · 치만이 박(縛)이라고 할 수 있는데, 그 이유는 그렇지 않다고 한다면 모든 이가 세 가지 박(縛)을 성취(成就: 이미 획득한 것을 상실하지 않음)하게 되며 이렇게 되면 필경 이염(離染)으로 나아가지 못하게 될 것이기 때문이라고 말하고 있다.

### 유가사지론
대승불교의 유식유가행파의 논서 《유가사지론》 제8권과 제89권에 따르면, 박(縛)에는 탐박(貪縛) · 진박(瞋縛) · 치박(癡縛)의 3박(三縛)이 있는데, 박(縛)은 번뇌가 유정으로 하여금 선행(善行)에 대해 '욕구하는 바 또는 희망하는 바[所欲]'를 따르지 않게 한다는 것[於善行不隨所欲]을 뜻한다. 즉, 선법(善法)을 자재하게 사용하지 못하게 한다는 것을 뜻한다. 그리고 탐박 · 진박 · 치박의 3박은 순서대로 낙수 · 고수 · 사수의 3수의 경계를 소연으로 하여 성립된 것이다. 치박(癡縛)을 우치박(愚癡縛)이라고도 부르고 있다.
《유가사지론》에 따르면, 탐(貪)에 의해 묶이게[纏縛] 되면 마음은 낙수(樂受)의 경계와 능히 수순(隨順)하고 그것을 버리지 못하는 상태가 된다[心不能捨]. 진(瞋)에 의해 묶이게 되면 마음은 고수(苦受)의 경계와 능히 수순하고 그것을 버리지 못하는 상태가 된다. 치(瞋)에 의해 묶이게 되면 마음은 비고락수(非苦樂受)의 중용(中庸)의 경계와 능히 수순하고 그것을 버리지 못하는 상태가 된다. 이러한 인연 즉 인과관계 또는 이유에 근거하여 3박이 설정되었다.

### 집론·잡집론
대승불교의 유식유가행파의 논서 《집론》 제4권과 《잡집론》 제6권에 따르면, 박(縛)에는 탐박(貪縛) · 진박(瞋縛) · 치박(癡縛)의 3박(三縛)이 있다.
《집론》과 《잡집론》에 따르면, 탐박(貪縛)은 유정을 결박하여 괴고(壞苦)에 처하게 하고, 진박(瞋縛)은 유정을 결박하여 고고(苦苦)에 처하게 하고, 치박(癡縛)은 유정을 결박하여ㄱ 행고(行苦)에 처처하게 한다. 또한 탐 · 진 · 치로 인해 선가행(善加行) 즉 선방편(善方便) 즉 선한 방편 즉 선법의 방편에 대해 자재한 상태를 득하지 못하게 된다. 즉, 선방편(善方便) 즉 선한 방편을 걸림없이 사용하는 자유로운 상태가 되지 못하게 된다. 이러한 두 가지 이유에서, 즉 탐 · 진 · 치로 인해 한편으로는 3고(三苦) 즉 고(苦)의 과보에 묶인 상태가 되고 다른 한편으로는 선법(善法) 특히 출세간법에 대해 자재하지 못한 상태가 되기 때문에 박(縛)이라는 낱말을 사용하여 탐 · 진 · 치를 탐박 · 진박 · 치박이라고 한다.
《잡집론》의 해설에 따르면, 탐 · 진 · 치의 박(縛)이 유정을 결박하여 괴고(壞苦) · 고고(苦苦) · 행고(行苦)에 처하게 하는 것은 탐 · 진 · 치가 순서대로 낙수(樂受) · 고수(苦受) · 사수(捨受)에 대하여 항상 수면(隨眠)이기 때문이다. 즉, 3수에 대응하는 근본번뇌이기 때문이다. 이런 뜻에서 박(縛)이라는 낱말을 사용하여 탐 · 진 · 치를 탐박 · 진박 · 치박이라고 한다.
또한, 탐 · 진 · 치가 소의 즉 발동근거가 되어서 선방편(善方便)에 대해 자재한 상태를 획득 · 성취하지 못한다. 이런 뜻에서 박(縛)이라는 낱말을 사용하여 탐 · 진 · 치를 탐박 · 진박 · 치박이라고 한다.
《잡집론》에 따르면, 이러한 두 가지 일은 세간에서 오랏줄에 묶인 상태가 되었을 때 일어나는 일과 같은데, 세간에서 외적인 사물인 오랏줄에 의해 묶이게 되면, 첫째, 자유롭게 유행(遊行)하지 못한다[不得隨意遊行]. 둘째, 거주할 곳을 자유롭게 정하지 못한다[於所住處不得隨意所作]. 내법(內法) 즉 내적인 법인 탐 · 진 · 치에 의해 묶이게 되면 마찬가지로 두 가지 일이 일어난다. 즉, 선법에 대해 자재한 상태가 되지 못하고, 3계(三界) 6도(六道) 가운데 현재 자신의 상태에 따라 해당되는 계(界)와 도(道)에, 자신이 극복해야 하는 번뇌가 극복될 때까지, 달리 말하면, 당면한 번뇌를 극복할 수 있게 하는 방편이 되는 해당 선법에 대해 자재한 상태가 될 때까지, 자신이 그 계(界)와 도(道)를 원하든 원치 않든 간에 자신의 뜻 또는 욕구와는 상관없이 어쩔 수 없이 반복하여 윤회하게 된다.

## 3박과 불환과
《아비달마법온족론》 제9권의 〈16. 잡사품(雜事品)〉에 나오는 고타마 붓다의 설법에 따르면, 탐(貪) · 진(瞋) · 치(癡),  즉 탐박(貪縛) · 진박(瞋縛) · 치박(癡縛)의 어느 하나라도 영단(永斷)하면, 즉 완전히 끊으면, 즉 철저히 끊으면 반드시 불환과(不還果) 즉 아나함(阿那含)에 도달하게 된다. 즉, 욕계의 번뇌를 모두 벗어난 상태가 되어 다시는 욕계로 윤회하지 않아도 되는 상태가 된다.
 一時薄伽梵。在室羅筏住逝多林給孤獨園。爾時世尊告苾芻眾。汝等若能永斷一法。我保汝等定得不還一法。謂貪若永斷者。我能保彼定得不還。如是瞋癡忿恨覆惱嫉慳誑諂無慚無愧慢過慢慢過慢我慢增上慢卑慢邪慢憍放逸傲憤發矯妄詭詐現相激磨以利求利惡欲大欲顯欲不喜足不恭敬起惡言樂惡友不忍耽嗜遍耽嗜染貪非法。貪著貪惡貪有身見有見無有見貪欲瞋恚惛沈睡眠掉舉惡作疑瞢憒不樂頻申欠呿食不調性心昧劣性種種想不作意麤重觝突饕餮不和軟性不調柔性不順同類欲尋恚尋害尋親里尋國土尋不死尋陵蔑尋假族尋愁歎苦憂擾惱。於此一法。若永斷者。我能保彼定得不還。爾時世尊。為攝前義。而說頌曰。

　　貪所繫有情　　數往諸惡趣

　　智者能正斷　　不還此世間

如是瞋癡乃至擾惱。一一別頌。如貪應知。
 
어느 때 박가범께서 실라벌(室羅筏) 서다림(逝多林)의 급고독원(給孤獨園)에 계셨다.

그 때에 세존께서 필추들에게 말씀하셨다.

"너희들이 만일 하나의 법[一法]을 영원히 끊게 되면 나는 '너희들은 반드시 불환(不還)을 얻으리라'고 보증하겠느니라.

하나의 법이란 바로 탐(貪)이니, 만일 영원히 끊은 이면 나는 '그는 반드시 불환을 얻으리라'고 보증할 수 있나니, 그와 같아서 진(瞋) · 치(癡)와 분(忿) · 한(恨) · 부(覆) · 뇌(惱) · 질(嫉) · 간(慳) · 광(誑) · 첨(諂) · 무참(無慚) · 무괴(無愧)와 만(慢) · 과만(過慢) · 만과만(慢過慢) · 아만(我慢) · 증상만(增上慢) · 비만(卑慢) · 사만(邪慢)과 교(憍) · 방일(放逸) · 오(傲) · 분발(憤發) · 교망(矯妄) · 궤사(詭詐) · 현상(現相) · 격마(激磨)와 이익으로써 이익을 구하는 것[以利求利]과 악욕(惡欲) · 대욕(大欲) · 현욕(顯欲)과 기뻐하고 만족하게 여기지 않는 것[不喜足]과 공경하지 않는 것[不恭敬]과 악한 말을 하는 것[惡言]과 나쁜 벗을 좋아하는 것[樂惡友]과 불인(不忍) · 탐기(耽嗜) · 변탐기(遍耽嗜) · 염탐(染貪) · 비법탐(非法貪) · 착탐(著貪) · 악탐(惡貪)과 유신견(有身見) · 유견(有見) · 무유견(無有見)과 탐욕(貪欲) · 진에(瞋恚) · 혼침(惛沈) · 수면(睡眠) · 도거(掉擧) · 악작(惡作) · 의(疑)와 몽궤(瞢憒) · 불락(不樂) · 빈신(頻申) · 흠거(欠呿)와 음식이 조화되지 않는 성품[食不調性]과 마음이 어둡고 하열한 성품[心昧劣性]과 갖가지 생각[種種想]과 부작의(不作意) · 추중(麤重) · 저돌(觝突) · 도철(饕餮)과 온화하고 유연하지 못한 성품[不和軟性]과 조화되고 부드럽지 못한 성품[不調柔性]과 같은 무리에 따르지 않는 것[不順同類]과 욕심(欲尋) · 에심(恚尋) · 해심(害尋) · 친리심(親里尋) · 국토심(國土尋) · 불사심(不死尋) · 능멸심(陵蔑尋) · 가족심(假族尋)과 수(愁) · 탄(歎) · 고(苦) · 우(憂) · 요뇌(擾惱)이니, 여기에 있는 어떤 하나의 법에서라도 만일 영원히 끊은 이면 나는 '그는 반드시 불환을 얻으리라'고 보증하느니라."

그 때에 세존께서 앞의 뜻을 거두기 위하여 게송으로 말씀하셨다.

　　탐(貪)에 매인 유정은

　　자주 모든 악취(惡趣)에 가지만

　　지혜로운 이는 바르게 끊어서

　　이 세간에 돌아오지 않느니라.

이와 같이 진(瞋) · 치(癡) 나아가 요뇌(擾惱) 등 하나하나의 다른 게송도 탐(貪)에서와 같은 줄 알아야 한다.
 — 《아비달마법온족론》 제9권 〈16. 잡사품(雜事品)〉. 한문본 & 한글본

## 같이 보기
- 3불선근
- 결 · 3결 · 9결
- 근본번뇌 · 수번뇌
- 10근본번뇌 · 98근본번뇌 · 128근본번뇌

## 참고 문헌
- 곽철환 (2003). 《시공 불교사전》. 시공사 / 네이버 지식백과. |title=에 외부 링크가 있음 (도움말)
- 권오민 (2003). 《아비달마불교》. 민족사.
- 목건련 지음, 현장 한역, 송성수 번역 (K.945, T.1537). 《아비달마법온족론》. 한글대장경 검색시스템 - 전자불전연구소 / 동국역경원. K.945(24-1091), T.1537(26-453). |title=에 외부 링크가 있음 (도움말)
- 무착 지음, 현장 한역, 이한정 번역 (K.572, T.1605). 《대승아비달마집론》. 한글대장경 검색시스템 - 전자불전연구소 / 동국역경원. K.572(16-157), T.1605(31-663). |title=에 외부 링크가 있음 (도움말)
- 미륵 지음, 현장 한역, 강명희 번역 (K.614, T.1579). 《유가사지론》. 한글대장경 검색시스템 - 전자불전연구소 / 동국역경원. K.570(15-465), T.1579(30-279). |title=에 외부 링크가 있음 (도움말)
- 세우 지음, 현장 한역, 송성수 번역 (K.949, T.1542). 《아비달마품류족론》. 한글대장경 검색시스템 - 전자불전연구소 / 동국역경원. K.949(25-149), T.1542(26-692). |title=에 외부 링크가 있음 (도움말)
- 세친 지음, 현장 한역, 권오민 번역 (K.955, T.1558). 《아비달마구사론》. 한글대장경 검색시스템 - 전자불전연구소 / 동국역경원. K.955(27-453), T.1558(29-1). |title=에 외부 링크가 있음 (도움말)
- 안혜 지음, 현장 한역, 이한정 번역 (K.576, T.1605). 《대승아비달마잡집론》. 한글대장경 검색시스템 - 전자불전연구소 / 동국역경원. K.576(16-228), T.1606(31-694). |title=에 외부 링크가 있음 (도움말)
- 운허.  동국역경원 편집, 편집. 《불교 사전》. |title=에 외부 링크가 있음 (도움말)
- 중현 지음, 현장 한역, 권오민 번역 (K.957, T.1563). 《아비달마장현종론》. 한글대장경 검색시스템 - 전자불전연구소 / 동국역경원. K.957(28-1), T.1563(29-777). |title=에 외부 링크가 있음 (도움말)
- (영어) DDB. 《Digital Dictionary of Buddhism (電子佛教辭典)》. Edited by A. Charles Muller. |title=에 외부 링크가 있음 (도움말)
- (중국어) 목건련 조, 현장 한역 (T.1537). 《아비달마법온족론(阿毘達磨法蘊足論)》. 대정신수대장경. T26, No. 1537, CBETA. |title=에 외부 링크가 있음 (도움말)
- (중국어) 무착 조, 현장 한역 (T.1605). 《대승아비달마집론(大乘阿毘達磨集論)》. 대정신수대장경. T31, No. 1605, CBETA. |title=에 외부 링크가 있음 (도움말)
- (중국어) 미륵 조, 현장 한역 (T.1579). 《유가사지론(瑜伽師地論)》. 대정신수대장경. T30, No. 1579. CBETA. |title=에 외부 링크가 있음 (도움말)
- (중국어) 佛門網. 《佛學辭典(불학사전)》. |title=에 외부 링크가 있음 (도움말)
- (중국어) 星雲. 《佛光大辭典(불광대사전)》 3판. |title=에 외부 링크가 있음 (도움말)
- (중국어) 세우 조, 현장 한역 (T.1542). 《아비달마품류족론(阿毘達磨品類足論)》. 대정신수대장경. T26, No. 1542, CBETA. |title=에 외부 링크가 있음 (도움말)
- (중국어) 세친 조, 현장 한역 (T.1558). 《아비달마구사론(阿毘達磨俱舍論)》. 대정신수대장경. T29, No. 1558, CBETA. |title=에 외부 링크가 있음 (도움말)
- (중국어) 안혜 조, 현장 한역 (T.1606). 《대승아비달마잡집론(大乘阿毘達磨雜集論)》. 대정신수대장경. T31, No. 1606, CBETA. |title=에 외부 링크가 있음 (도움말)
- (중국어) 중현 조, 현장 한역 (T.1563). 《아비달마장현종론(阿毘達磨藏顯宗論)》. 대정신수대장경. T29, No. 1563, CBETA. |title=에 외부 링크가 있음 (도움말)